# زیردریایی کلاس مورژ
سابمارین کلاس مورژ (به انگلیسی: Morzh-class submarine) یک کلاس از زیردریایی است که طول آن ۶۷ متر (۲۱۹ فوت ۱۰ اینچ) می‌باشد.